# Video Pinball
Video Pinball è una console dedicata venduta a partire dal 1978. Era presentata come la versione casalinga della macchina di Atari, Inc. di tipo arcade; ha portato i giochi di tipo Breakout sulle console casalinghe. Due pulsanti laterali (uno su ogni lato) e un paddle sulla parte frontale erano usati per controllare il gioco a seconda del gioco selezionato. Erano disponibili tre tipi di gioco: flipper, basket e breakout.
La console era implementata a partire dal singolo chip C011500-11/C011512-05 di Atari ("Pong su un chip").

## Dettagli
Video Pinball permette di giocare a sette giochi(4 varianti di flipper, 1 di basket e 2 varianti di breakout). Potevano giocare fino a due giocatori a turni alterni. Usa un micro-controller ed una piccola porzione di area RAM piuttosto che impiegare la usuale tecnica di Atari di un unico circuito integrato "Pong su un chip". La tecnica di "Pong su un chip" era stata usata da Atari sulla maggior parte delle console di questa generazione. Il flipper (Pinball) era giocato con i pulsanti laterali, mentre Breakout ed il Basket con il paddle frontale.

## Versioni
Sono state prodotte tre differenti versioni del Video Pinball durante il suo ciclo di vita. Atari ha venduto sia la versione marrone simil-legno e la versione color crema sempre con il nome Atari Video Pinball (model C-380). Una versione OEM era stata anche prodotta da parte di Sears; tale versione fu inclusa nella serie Tele-Games di Sears con il nome Pinball Breakaway.
|  |  |